# 埃米·兰德克尔
埃米·劳伦·兰德克尔（英語：Amy Lauren Landecker，1969年9月30日—）是美國女演員。她因在2014-2019年亞馬遜喜劇連續劇《透明家庭》中飾演萨拉·普费弗曼而聞名，出演过配角的电影还有2007《老爸行不行》、2009《正經好人》、2013《誰來買我的聖誕樹》、2015《跨界失控》和2017《晚宴上的比特麗茲》。

## 片目
- 2023：《人肉搜索2：失蹤搜救》
- 2021：《蝙蝠俠：漫長萬聖節》
- 2020：《超能計畫》
- 2018：《像傑克這樣的孩子》
- 2017：《犯罪獵人》
- 2016：《奇異博士》
- 2015：《老媽我最大》
- 2014：《跨界失控》
- 2013：《妙咖復仇記》